# Liste der Stolpersteine im Kölner Stadtteil Holweide
Die Liste der Stolpersteine im Kölner Stadtteil Holweide führt die vom Künstler Gunter Demnig verlegten Stolpersteine im Kölner Stadtteil Holweide auf.
Die Liste der Stolpersteine beruht auf den Daten und Recherchen des NS-Dokumentationszentrums der Stadt Köln, zum Teil ergänzt um Informationen und Anmerkungen aus Wikipedia-Artikeln und externen Quellen. Ziel des Kunstprojektes ist es, biografische Details zu den Personen, die ihren (letzten) freiwillig gewählten Wohnsitz in Köln hatten, zu dokumentieren, um damit ihr Andenken zu bewahren.
Anmerkung: Vielfach ist es jedoch nicht mehr möglich, eine lückenlose Darstellung ihres Lebens und ihres Leidensweges nachzuvollziehen. Insbesondere die Umstände ihres Todes können vielfach nicht mehr recherchiert werden. Offizielle Todesfallanzeigen aus den Ghettos, Haft-, Krankenanstalten sowie den Konzentrationslagern können oft Angaben enthalten, die die wahren Umstände des Todes verschleiern, werden aber unter der Beachtung dieses Umstandes mitdokumentiert.
| Bild                                                     | Name sowie Details zur Inschrift                                                                                                | Adresse                    | Zusätzliche Informationen |
| -------------------------------------------------------- | --- | -------------------------- | --- |
|                                                          | Hier wohnte Ismar Panitsch (Jahrgang 1899) deportiert 1942 Maly Trostinec ermordet 24.7.1942                                    | Grunerstraße 12 (Standort) | |
| Stolperstein für Jenny Panitsch (Grunerstraße 12)        | Hier wohnte Jenny Panitsch, geb. Benjamin (Jahrgang 1877) Deportiert 1941 Łódź/Litzmannstadt 1942 Chelmno/Kulmhof Ermordet 1942 | Grunerstraße 12 (Standort) | Der am 23. November 2017 verlegte Stolperstein erinnert an Jenny Panitsch, geboren am 22. Februar 1877 in Krotoschin, Posen. Jenny Panitsch, geborene Benjamin war die Ehefrau von Nathan Panitsch und die Mutter von Ismar Isaac, Frieda, Hilde und Rosa Johanna Panitsch. Die Familie Panitsch wohnte ab 1929 in der Grunerstraße 29, Eigentümerin des Hauses war Hilde Panitsch. Hilde Panitsch heiratete um 1934 Julius Sonnenberg und konnte in die USA emigrieren. Sohn Ismar Panitsch heiratete 1932 Julie Goldschmidt. Gemeinsam mit ihrem 1937 geborenem Sohn wurden sie im Juli 1942 in das Vernichtungslager Maly Trostinez deportiert und direkt nach der Ankunft ermordet. Tochter Frieda Panitsch heiratete 1926 einen Katholiken und konnte mit ihrem 1935 geborenem Sohn versteckt überleben. Jenny, Nathan und Rosa Panitsch wurden am 22. Oktober 1941 mit dem ersten Kölner Transport (Nr.8) ins Ghetto Litzmannstadt (Łódź) deportiert. In der Transportliste wird für Jenny Panitsch die Berufsbezeichnung Hausfrau angegeben. Für ihre Deportation musste Jenny Panitsch 100 Mark bezahlen, wie in der Deportationsliste vermerkt wurde. Im Mai 1942 wurde sie in das Vernichtungslager Kulmhof verlegt, dort verliert sich ihre Spur. Jenny Panitsch wurde für tot erklärt.     |
|                                                          | Hier wohnte Julie Panitsch, geb. Goldschmidt (Jahrgang 1902) deportiert 1942 Maly Trostinec ermordet 24.7.1942                  | Grunerstraße 12 (Standort) | |
|                                                          | Hier wohnte Karl Josef Panitsch (Jahrgang 1937) deportiert 1942 Maly Trostinec ermordet 24.7.1942                               | Grunerstraße 12 (Standort) | |
| Stolperstein für Nathan Panitsch (Grunerstraße 12)       | Hier wohnte Nathan Panitsch (Jahrgang 1875) Deportiert 1941 Łódź/Litzmannstadt 1942 Chelmno/Kulmhof Ermordet 1942               | Grunerstraße 12 (Standort) | Der am 23. November 2017 verlegte Stolperstein erinnert an Nathan Panitsch, geboren am 29. Dezember 1875 in Rawitsch, Posen. Der Metzgermeister Nathan Panitsch war der Ehemann von Jenny Panitsch und der Vater von Ismar Isaac, Frieda, Hilde und Rosa Johanna Panitsch. Die Familie Panitsch wohnte ab 1929 in der Grunerstraße 29, Eigentümerin des Hauses war Hilde Panitsch. Hilde Panitsch heiratete um 1934 Julius Sonnenberg und konnte in die USA emigrieren. Sohn Ismar Panitsch heiratete 1932 Julie Goldschmidt. Gemeinsam mit ihrem 1937 geborenem Sohn wurden sie im Juli 1942 in das Vernichtungslager Maly Trostinez deportiert und direkt nach der Ankunft ermordet. Tochter Frieda Panitsch heiratete 1926 einen Katholiken und konnte mit ihrem 1935 geborenem Sohn versteckt überleben. Jenny, Nathan und Rosa Panitsch wurden am 22. Oktober 1941 mit dem ersten Kölner Transport (Nr.8) ins Ghetto Litzmannstadt (Łódź) deportiert. In der Transportliste wird für Nathan Panitsch die Berufsbezeichnung „ohne“ angegeben. Für seine Deportation musste Nathan Panitsch 100 Mark bezahlen, wie in der Deportationsliste vermerkt wurde. Am 7. Mai 1942 wurde er in das Vernichtungslager Kulmhof verlegt, dort verliert sich seine Spur. Nathan Panitsch wurde für tot erklärt. |
| Stolperstein für Rosa Johanna Panitsch (Grunerstraße 12) | Hier wohnte Rosa Johanna Panitsch (Jahrgang 1907) Deportiert 1941 Łódź/Litzmannstadt 1942 Chelmno/Kulmhof Ermordet 1942         | Grunerstraße 12 (Standort) | Der am 23. November 2017 verlegte Stolperstein erinnert an Rosa Johanna Panitsch, geboren am 20. November 1907 in Krotoschin, Posen. Rosa Johanna Panitsch war die Tochter von Jenny und Nathan Panitsch. Johanna, Nathan und Rosa Panitsch wurde am 22. Oktober 1941 mit dem ersten Kölner Transport (Nr.8) ins Ghetto Litzmannstadt (Łódź) deportiert. Für ihre Deportation musste Rosa Panitsch 100 Mark bezahlen, wie in der Deportationsliste vermerkt wurde. Am 7. Mai 1942 wurde sie in das Vernichtungslager Kulmhof verlegt, dort verliert sich ihre Spur. Rosa Johanna Panitsch wurde für tot erklärt. |

## Quelle
- NS-Dokumentationszentrum – Stolpersteine | Erinnerungsmale für die Opfer des Nationalsozialismus